# Sarah Coope
Sarah Coope née en 1970 à Eastbourne est une triathlète professionnelle anglaise, championne d'Europe longue distance (1987 et 1989) et championne d'Europe en 1987.

## Biographie
Sarah Coope passe au triathlon longue distance au cours des dernières années de sa carrière, se classant troisième au classement général des championnats du monde Ironman de 1991 à Hawaï, terminant derrière les deux légendaires Paula Newby-Fraser zimbabwéenne et Erin Baker de Nouvelle-Zélande.

### Vie privée
Elle épouse Glenn Cook à Eastbourne en Sussex de l'Est (Angleterre), la ville où ils vivent et forment des triathlètes. Ils ont ensemble deux filles, Chloe (née en 1994) deux fois deuxième sur les podiums de coupe d'Europe de triathlon (Burgas 2015 et Tartu 2017) et Beth (née en 2005) championne de cross-country cadette dans sa région.

## Palmarès
Les tableaux présentent les résultats les plus significatifs (podium) obtenus sur le circuit international de duathlon et de triathlon depuis 1985,
| Année | Compétition                                  | Pays        | Position           | Temps           |
| ----- | -------------------------------------------- | ----------- | ------------------ | --------------- |
| 1991  | Ironman - Championnat du monde à Kailua-Kona | États-Unis  | Médaille de bronze | 9 h 33 min 20 s |
| 1991  | Championnat britannique                      | Royaume-Uni | Médaille d'or      | Timing          |
| 1989  | Championnat d'Europe longue distance         | Danemark    | Médaille d'or      | 9 h 33 min 20 s |
| 1989  | Championnat britannique                      | Royaume-Uni | Médaille d'or      | Timing          |
| 1988  | Triathlon International de Nice              | France      | Médaille de bronze | 7 h 9 min 17 s  |
| 1988  | Championnats d'Europe moyenne distance       | Pays-Bas    | Médaille d'or      | 4 h 15 min 42 s |
| 1987  | Championnats d'Europe de triathlon 1987      | France      | Médaille d'or      | 2 h 17 min 3 s  |
| 1987  | Championnat d'Europe longue distance         | Finlande    | Médaille d'or      | 9 h 48 min 17 s |
| 1987  | Championnats d'Europe moyenne distance       | Allemagne   | Médaille d'or      | 4 h 28 min 38 s |
| 1986  | Championnat d'Europe                         | Royaume-Uni | Médaille de bronze | 2 h 21 min 50 s |
| 1986  | Triathlon International de Nice              | France      | Médaille d'argent  | 7 h 4 min 45 s  |
| 1986  | Championnats d'Europe moyenne distance       | Belgique    | Médaille d'or      | 4 h 32 min 13 s |
| 1985  | Championnat d'Europe                         | Allemagne   | Médaille de bronze | 3 h 8 min 7 s   |

| Année | Compétition                       | Pays        | Position           | Temps           |
| ----- | --------------------------------- | ----------- | ------------------ | --------------- |
| 1991  | Championnats d'Europe de duathlon | Royaume-Uni | Médaille d'argent  | 1 h 31 min 2 s  |
| 1991  | Powerman Duathlon                 | Suisse      | Médaille de bronze | 7 h 17 min 23 s |